# Las Cruces (Coaña)
Las Cruces (oficialmente y en asturiano: As Cruces) es una casería perteneciente a la parroquia de Coaña, en el concejo de Coaña, comarca de Eo-Navia, Principado de Asturias, España.